# Beefalo
O beefalo é um raça híbrida com 3/8 de sangue bisão americano e 5/8 de gado europeu.

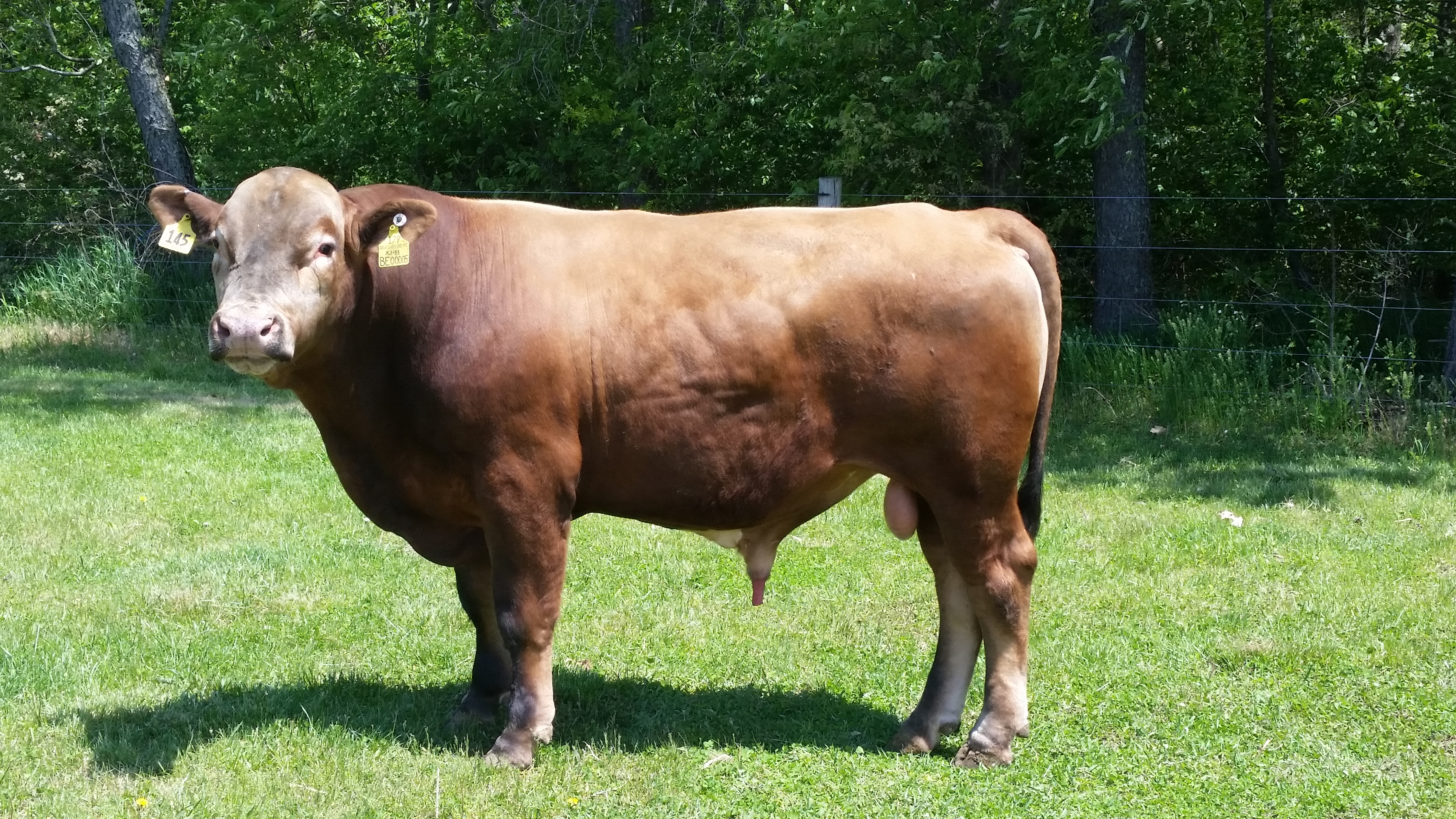
Um touro beefalo

Com seleção rigorosa os problemas de infertilidade dos machos e problemas de partos na fêmeas foram reduzidos.
O híbrido de  primeira cruza ou F1 é chamado Cattalo resultante do cruzamento genético de um bovino Bos taurus e de um Bison bison, bisão americano, ambas as espécies com 2n=60.
 
No cruzamento de gado com bisão-europeu, Bison bonassus é chamado zubron.
Este híbrido é robusto, inteligente e bastante curioso criado experimentalmente em centros de pesquisa.